# Paul Panon Desbassayns de Richemont
Pour les autres membres de la famille, voir Famille Panon Desbassayns de Richemont.
Paul Panon, baron Desbassayns de Richemont, né à Suresnes le 28 août 1809 et mort à Paris le 4 décembre 1875, est un homme politique français originaire de l'île de La Réunion qui occupa les fonctions de député et sénateur durant le Second Empire.

## Biographie
Paul Panon Desbassayns de Richemont est le fils du comte Philippe Panon Desbassayns de Richemont et de la comtesse Jeanne Eglé Fulcrande Catherine Mourgue. Marié à Valentine de Keating, il est le grand-père de William Exshaw.
S'occupant de bonne heure d'affaires industrielles, il devient directeur de la Compagnie du chemin de fer d'Orléans à Bordeaux sous la monarchie de Juillet.
Conseiller général d'Indre-et-Loire, il se présente dans ce département comme candidat ministériel en 1842, mais sans succès, échouant face à César Bacot.
Aux élections du 29 février 1852, candidat officiel dans la 3e circonscription d'Indre-et-Loire (Loches), il est élu au Corps législatif par 23 355 voix sur 24 112 votants et 35 158 inscrits ; il siège dans la majorité dynastique et rapporteur des budgets de 1855 et de 1856. Le 22 juin 1857, il est réélu.
Par décret du 16 août 1859, l'Empereur le nomma sénateur. Il prend quelquefois la parole au Sénat sur les questions de finances et d'industrie, et rentre dans la vie privée à la révolution du 4 septembre 1870.
En mai 1853, il avait été nommé gouverneur de la Société foncière de Madagascar.
Il est fait commandeur de la Légion d'honneur lors de la promotion du 13 août 1861.

## Sources
- « Desbassayns de Richemont (Paul Panon, baron) », dans Adolphe Robert et Gaston Cougny, Dictionnaire des parlementaires français, Edgar Bourloton, 1889-1891 [détail de l’édition] [texte sur Sycomore].